# 津祖爾斯基火山
津祖爾斯基火山是俄羅斯的火山，位於堪察加半島南部，海拔高度2,285米，東南坡有小型火山穹丘，山體在更新世形成，最近一次火山噴發在全新世發生。